# Platycleis panaetolikon
Platycleis panaetolikon är en insektsart som först beskrevs av Willemse, F.M.H. 1980.  Platycleis panaetolikon ingår i släktet Platycleis och familjen vårtbitare. Inga underarter finns listade i Catalogue of Life.